# Mehmet Taş
Mehmet Taş (* 20. März 1991 in Mersin) ist ein türkischer Fußballspieler.

## Karriere
Taş begann in der Nachwuchsabteilung von Mersin Çınarspor mit dem Vereinsfußball und wechselte 2005 in die Nachwuchsabteilungen von MKE Ankaragücü. Hier erhielt er im Frühjahr 2010 einen Profivertrag und wurde anschließend an Ankara Demirspor ausgeliehen.
Zur Saison 2010/11 wurde er samt Ablösesumme an den Viertligisten Hatayspor abgegeben. Bereits nach einer Spielzeit verließ er diesen Verein und wechselte innerhalb der TFF 3. Lig zu Nazilli Belediyespor. Hier saß er in seiner ersten Saison überwiegend auf der Ersatzbank, konnte aber mit seinem Verein die Viertligameisterschaft erreichen und dadurch in die TFF 2. Lig aufsteigen. In dieser Liga eroberte er sich einen Stammplatz und behielt diesen zwei Spielzeiten lang.
Im Sommer 2014 verpflichtete ihn der Erstligist seiner Heimatstadt Mersin İdman Yurdu. Hier spielte er zwei Spielzeiten lang und wechselte anschließend zum Zweitligisten Adana Demirspor. Nach einer Spielzeit für Demirapor löste er nach gegenseitigem Einvernehmen mit der Vereinsführung seinen Vertrag aus. Im August 2017 wurde er vom Erstligisten Gençlerbirliği Ankara verpflichtet.
Eine Saison später wechselte Taş zu Denizlispor. Seit Anfang 2019 spielt er bei Giresunspor.

## Erfolge
Nazilli Belediyespor
- Meister der TFF 3. Lig und Aufstieg in die TFF 2. Lig: 2011/12